# Lijst van voetbalinterlands Noorwegen - San Marino
Deze lijst van voetbalinterlands is een overzicht van alle officiële voetbalwedstrijden tussen de nationale teams van Noorwegen en San Marino. De landen speelden tot op heden vier keer tegen elkaar. De eerste ontmoeting, een kwalificatiewedstrijd voor het Wereldkampioenschap voetbal 1994, werd gespeeld in Oslo op 9 september 1992. Het laatste duel, een kwalificatiewedstrijd voor het Wereldkampioenschap voetbal 2018, vond plaats op 5 oktober 2017 in Serravalle.

## Wedstrijden
| № | Plaats     | Datum            | Competitie           | Wedstrijd              | Uitslag |
| - | ---------- | ---------------- | -------------------- | ---------------------- | ------- |
| 1 | Oslo       | 9 september 1992 | WK 1994 kwalificatie | Noorwegen – San Marino | 10 – 0  |
| 2 | Serravalle | 7 oktober 1992   | WK 1994 kwalificatie | San Marino – Noorwegen | 0 – 2   |
| 3 | Oslo       | 11 oktober 2016  | WK 2018 kwalificatie | Noorwegen – San Marino | 4 – 1   |
| 4 | Serravalle | 5 oktober 2017   | WK 2018 kwalificatie | San Marino – Noorwegen | 0 – 8   |

## Samenvatting
| Competitie      | Totaal gespeeld | Winst Noorwegen | Gelijk | Winst San Marino | Doelsaldo Noorwegen – San Marino |
| --------------- | --------------- | --------------- | ------ | ---------------- | -------------------------------- |
| WK-kwalificatie | 4               | 4               | 0      | 0                | 24 − 1                           |
| Totaal          | 4               | 4               | 0      | 0                | 24 – 1                           |

## Details

### Eerste ontmoeting
De eerste ontmoeting tussen de nationale voetbalploegen van Noorwegen en San Marino vond plaats op 9 september 1992. Het kwalificatieduel voor het Wereldkampioenschap voetbal 1994, bijgewoond door 6.511 toeschouwers, werd gespeeld in het Ullevaal Stadion in Oslo, en stond onder leiding van scheidsrechter Esa Palsi uit Finland. Hij deelde twee gele kaarten uit.
| WK 1994 kwalificatie (Oslo, Noorwegen, 9 september 1992): |              | |
| Noorwegen | 10 – 0       | San Marino |
| Kjetil Rekdal 4' Gunnar Halle 6' Gøran Sørloth 15' Gøran Sørloth 22' Roger Nilsen 46' Gunnar Halle 52' Roger Nilsen 67' Gunnar Halle 69' Erik Mykland 74' Kjetil Rekdal 79' | goals        | |
| Egil "Drillo" Olsen | bondscoach   | Giorgio Leoni |
| Erik Thorstvedt Tore Pedersen Rune Bratseth Roger Nilsen Gunnar Halle Erik Mykland Kjetil Rekdal Øyvind Leonhardsen 58' Jahn Ivar Jakobsen Jostein Flo Gøran Sørloth 75'    | opstellingen | Pierluigi Benedettini William Guerra Pierangelo Manzaroli Claudio Canti Luca Gobbi Mirco Gennari Marco Mazza Massimo Bonini 70' Fabio Francini 46' Waldes Pasolini Paolo Mazza |
| Kåre Ingebrigtsen 58' Jan Åge Fjørtoft 75' | wissels      | 46' Bruno Muccioli 70' Ivan Matteoni |
| | gele kaarten | 54' Paolo Mazza 78' Bruno Muccioli |

### Tweede ontmoeting
De tweede ontmoeting tussen de nationale voetbalploegen van Noorwegen en San Marino vond plaats op 7 oktober 1992. Het kwalificatieduel voor het Wereldkampioenschap voetbal 1994, bijgewoond door 6.511 toeschouwers, werd gespeeld in het Stadio Olimpico in Serravalle, en stond onder leiding van scheidsrechter Juan Ansuátegui uit Spanje. Hij deelde één gele kaart uit.
| WK 1994 kwalificatie (Serravalle, San Marino, 7 oktober 1992): |              | |
| San Marino | 0 – 2        | Noorwegen |
| | goals        | 7' Jahn Ivar Jakobsen 19' Jostein Flo |
| Giorgio Leoni | bondscoach   | Egil "Drillo" Olsen |
| Pierluigi Benedettini Luca Gobbi Mirco Gennari Paolo Daniele Zanotti Ivan Matteoni William Guerra Pier Angelo Manzaroli Marco Mazza Paulo Mazza 73' Massimo Bonini Fabio Franchini 86' | opstellingen | Erik Thorstvedt Tore Pedersen Rune Bratseth Roger Nilsen 46' Gunnar Halle Erik Mykland Kjetil Rekdal 71' Øyvind Leonhardsen Jahn Ivar Jakobsen Jostein Flo Gøran Sørloth |
| Nicola Bacciocchi 73' Bruno Muccioli 86' | wissels      | 47' Stig Inge Bjørnebye 71' Kåre Ingebrigtsen |
| Fabio Francini 42' | gele kaarten | |

### Derde ontmoeting
| WK 2018 kwalificatie (Oslo, Noorwegen, 11 oktober 2016): |              | |
| Noorwegen | 4 – 1        | San Marino |
| Davide Simoncini 11' (e.d.) Adama Diomande 77' Martin Samuelsen 82' Joshua King 83'                                                                                             | goals        | 54' Mattia Stefanelli |
| Per-Mathias Høgmo | bondscoach   | Pierangelo Manzaroli |
| Rune Jarstein Even Hovland Stefan Strandberg Jonas Svensson Alexander Tettey 67' Haitam Aleesami Per Ciljan Skjelbred Markus Henriksen 46' Ole Selnæs Jo Berget 74' Joshua King | opstellingen | Aldo Simoncini Fabio Vitaioli 68' Carlo Valentini Alessandro Della Valle Davide Simoncini Cristian Brolli Pier Filippo Mazza Tommaso Zafferani Luca Tosi 46' Danilo Ezequiel Rinaldi 82' Mattia Stefanelli |
| Adama Diomande 46' Martin Samuelsen 67' Alexander Sørloth 74' | wissels      | 46' Marco Berardi 68' José Hirsch 82' Andy Selva |
| Markus Henriksen 42' Adama Diomande 84' | gele kaarten | 26' Mattia Stefanelli 57' Tommaso Zafferani |
| - Eerste doelpunt van San Marino in een uitwedstrijd in vijftien jaar. |              | |

NFF · A-internationals · Selecties · Bondscoaches · Noors vrouwenelftal · Olympisch elftal · Noorwegen U21 · Noorwegen U20 · Noorwegen U19 · Noorwegen U18 · Noorwegen U17 · Noorwegen U16 · Vrouwen U17
1908 – 1919 ·
1920 – 1929 ·
1930 – 1939 ·
1940 – 1949 ·
1950 – 1959 ·
1960 – 1969 ·
1970 – 1979 ·
1980 – 1989 ·
1990 – 1999 ·
2000 – 2009 ·
2010 – 2019 ·
2020 − 2029
EK 2000
WK 1938 ·
WK 1994 ·
WK 1998
OS 1912 · 
OS 1920 · 
OS 1936 · 
OS 1952 · 
OS 1984
1908 ·
1909 ·
1910 ·
1911 ·
1912 · 
1913 · 
1914 · 
1915 · 
1916 · 
1917 · 
1918 · 
1919 · 
1920 · 
1921 · 
1922 · 
1923 · 
1924 · 
1925 · 
1926 · 
1927 · 
1928 · 
1929 · 
1930 · 
1931 · 
1932 · 
1933 · 
1934 · 
1935 · 
1936 · 
1937 · 
1938 · 
1939 · 
1940 – 1944 · 
1945 · 
1946 · 
1947 · 
1948 · 
1949 · 
1950 · 
1952 · 
1952 · 
1953 · 
1954 · 
1955 · 
1956 · 
1957 · 
1958 · 
1959 · 
1960 · 
1961 · 
1962 · 
1963 · 
1964 · 
1965 · 
1966 · 
1967 · 
1968 · 
1969 · 
1970 · 
1971 · 
1972 · 
1973 · 
1974 · 
1975 · 
1976 · 
1977 · 
1978 · 
1979 · 
1980 · 
1981 · 
1982 · 
1983 · 
1984 · 
1985 · 
1986 · 
1987 · 
1988 · 
1989 · 
1990 ·
1991 · 
1992 · 
1993 · 
1994 · 
1995 · 
1996 · 
1997 · 
1998 · 
1999 · 
2000 · 
2001 · 
2002 · 
2003 · 
2004 · 
2005 · 
2006 · 
2007 · 
2008 · 
2009 · 
2010 · 
2011 · 
2012 · 
2013 · 
2014 · 
2015 · 
2016 · 
2017 · 
2018 ·
2019 ·
2020 ·
2021 ·
2022 ·
2023 ·
2024
Albanië ·
Argentinië ·
Armenië ·
Australië ·
Azerbeidzjan ·
Bahrein ·
België ·
Bermuda ·
Bosnië en Herzegovina ·
Brazilië ·
Bulgarije ·
China ·
Colombia ·
Costa Rica ·
Cyprus ·
Denemarken ·
DDR ·
Duitsland ·
Egypte ·
Engeland ·
Estland ·
Faeröer ·
Finland ·
Frankrijk ·
Georgië ·
Ghana ·
Gibraltar ·
Grenada ·
Griekenland ·
Guatemala ·
Honduras ·
Hongarije ·
Hongkong ·
Ierland ·
IJsland ·
Israël ·
Italië ·
Jamaica ·
Japan ·
Joegoslavië ·
Jordanië ·
Kameroen ·
Kazachstan ·
Koeweit ·
Kosovo ·
Kroatië ·
Letland ·
Litouwen ·
Luxemburg ·
Malta ·
Marokko ·
Mexico ·
Moldavië ·
Montenegro ·
Nederland ·
Nieuw-Zeeland ·
Nigeria ·
Noord-Ierland ·
Noord-Korea ·
Noord-Macedonië ·
Oekraïne ·
Oman ·
Oostenrijk ·
Panama ·
Paraguay ·
Polen ·
Portugal ·
Qatar ·
Roemenië ·
Rusland ·
Saarland ·
San Marino ·
Saoedi-Arabië ·
Schotland ·
Senegal ·
Servië ·
Servië en Montenegro ·
Singapore ·
Slovenië ·
Slowakije ·
Sovjet-Unie ·
Spanje ·
Thailand ·
Trinidad en Tobago ·
Tsjechië ·
Tsjecho-Slowakije ·
Tunesië ·
Turkije ·
Uruguay ·
Verenigde Arabische Emiraten ·
Verenigde Staten ·
Verenigd Koninkrijk ·
Wales ·
Wit-Rusland ·
Zuid-Afrika ·
Zuid-Korea ·
Zweden ·
Zwitserland
FSGC · A-internationals · Bondscoaches · Statistieken · San Marino U21 · San Marino U19 · San Marino U18 · San Marino U17 · San Marino U16
1986 – 1989 · 1990 – 1999 · 2000 – 2009 · 2010 – 2019 · 2020 – 2029
2000 · 2001 · 2002 · 2003 · 2004 · 2005 · 2006
Albanië · 
Andorra ·
Azerbeidzjan ·
België · 
Bosnië en Herzegovina · 
Bulgarije ·
Canada ·
Cyprus ·
Denemarken ·
Duitsland · 
Engeland · 
Estland · 
Faeröer · 
Finland · 
Gibraltar · 
Griekenland · 
Hongarije · 
Ierland · 
IJsland ·
Israël · 
Italië · 
Kaapverdië ·
Kazachstan ·
Kosovo ·
Kroatië · 
Letland · 
Libanon · 
Liechtenstein · 
Litouwen · 
Luxemburg ·
Malta ·
Moldavië ·
Montenegro ·
Nederland · 
Noord-Ierland · 
Noorwegen ·
Oekraïne ·
Oostenrijk · 
Polen · 
Roemenië · 
Rusland · 
Saint Kitts en Nevis ·
Saint Lucia ·
Schotland · 
Servië en Montenegro · 
Seychellen ·
Slovenië · 
Slowakije · 
Spanje · 
Syrië ·
Tsjechië · 
Turkije · 
Wales · 
Wit-Rusland · 
Zweden · 
Zwitserland
Nederland (2011)